# Championnat d'Italie de football de deuxième division 1997-1998
Navigation
Édition précédente Édition suivante
La saison 1997-1998 de Serie B, organisée par la Lega Calcio pour la cinquante-deuxième fois, est la 66e édition du championnat de deuxième division en Italie. Les quatre premiers sont promus directement en Serie A et les quatre derniers sont relégués en Serie C.
À l'issue de la saison, le Salernitana Sport termine à la première place et monte en Serie A 1998-1999 (1re division), accompagné par le vice-champion AC Venise, le troisième Cagliari Calcio et le quatrième AC Perugia. 

## Compétition
Le classement est établi sur le barème de points suivant :
- Victoire : 3 points
- Match nul : 1 points
- Défaite, forfait ou abandon du match : 0 point

### Classement
| Rang | Équipe                  | Pts | J  | G  | N  | P  | Bp | Bc | Diff |
| ---- | ----------------------- | --- | -- | -- | -- | -- | -- | -- | ---- |
| 1    | Salernitana Sport       | 72  | 38 | 19 | 15 | 4  | 65 | 32 | +33  |
| 2    | AC Venise               | 64  | 38 | 17 | 13 | 8  | 51 | 31 | +20  |
| 3    | Cagliari Calcio R       | 63  | 38 | 15 | 18 | 5  | 53 | 36 | +17  |
| 4    | AC Perugia R            | 62  | 38 | 16 | 14 | 8  | 46 | 37 | +9   |
| 5    | Torino FC               | 62  | 38 | 17 | 11 | 10 | 50 | 40 | +10  |
| 6    | Reggina Calcio          | 53  | 38 | 13 | 14 | 11 | 37 | 41 | -4   |
| 7    | Hellas Vérone R         | 53  | 38 | 15 | 8  | 15 | 51 | 38 | +13  |
| 8    | Trévise FBC 1993 P      | 52  | 38 | 12 | 16 | 10 | 43 | 42 | +1   |
| 9    | Genoa CFC               | 51  | 38 | 14 | 9  | 15 | 50 | 53 | -3   |
| 10   | Chievo Vérone           | 50  | 38 | 12 | 14 | 12 | 43 | 46 | -3   |
| 11   | AC Reggiana R           | 50  | 38 | 13 | 11 | 14 | 36 | 35 | +1   |
| 12   | Fidelis Andria P        | 48  | 38 | 11 | 15 | 12 | 42 | 43 | -1   |
| 13   | Pescara Calcio          | 47  | 38 | 12 | 11 | 15 | 41 | 48 | -7   |
| 14   | US Ravenne              | 45  | 38 | 11 | 12 | 15 | 41 | 43 | -2   |
| 15   | AS Lucchese             | 44  | 38 | 11 | 11 | 16 | 35 | 47 | -12  |
| 16   | Monza Calcio P          | 44  | 38 | 9  | 17 | 12 | 48 | 56 | -8   |
| 17   | Foggia Calcio           | 41  | 38 | 9  | 14 | 15 | 48 | 55 | -7   |
| 18   | Ancona Calcio P         | 40  | 38 | 8  | 16 | 14 | 49 | 61 | -12  |
| 19   | Calcio Padoue           | 36  | 38 | 8  | 12 | 18 | 30 | 49 | -19  |
| 20   | Castel di Sangro Calcio | 30  | 38 | 5  | 15 | 18 | 38 | 64 | -26  |

|  | Promotion en Serie A                        |
|  | Relégation en Serie C                       |
|  | P : Promu de Serie C R : Relégué de Serie A |

- En fin de saison, AC Perugia et Torino FC étant à égalité de points, il faut un match d'appui pour connaître le quatrième promu. Pérouse gagne le match sur terrain neutre après une séance de tirs au but (6 à 5), le score final était 1 à 1 après la prolongation[1].